# Безодня (роман)
Безодня (Plejedatteren) — роман з серії книг Сага про людей льоду норвезького автора Маргіт Сандему. Серію було видано з 1982 до 1989 років. В книгах розповідається столітня історико-фентезійна сімейна сага про рід Isfolket.

## Дія
У цій третій книзі йже розповідь про Тенгела і Сілієса, а також прийомну дочку на ім'я Сонячна. Донька з 5 років допомагала Тенгелу доглядати за хворими і практично незаймалась чаклунством. Згодом вона планує переїхати до Данії, щоб жити поряд зі своїм братом. В новій країні Сонячна шукає контактів з однодумцями, але їх не так легко знайти.

## Головні герої
- Сіліє, дочка Арнґрімс
- Тенгел Ісфолкет
- Сонячна Анжеліка Ісфолкет

### Народження/смерті
- Народився: Суннива з роду Ісфолкет
- Смерть: † Сонячна Анжеліка

## Інші версії

### Аудіокнига MP3
- Ісфолкет 03: Прийомна донька
- Читає: Анна Лінґаардом
- Тривалість: 6 годин 32 хвилини
- ISBN 9788776772239

### Компакт-диск з аудіокнигою
- Ісфолкет 03: Прийомна донька
- Читає: Анна Лінґаардом
- Тривалість: 6 годин, 49 хв., 6 дисків
- ISBN 9788776771669